# 김원만
김원만(金元萬, 1908년 8월 11일 ~ 1995년 5월 27일, 서울)은 대한민국 정치가이다. 제4,5,7,8,9대 국회의원을 역임했다. 호(號)는 도암(道岩)이다.

## 생애

### 학력
- 일본 도요 대학교 철학과 중퇴(1929년)
- 대한민국 국방대학교 행정학사 1기(1956년)

### 약력
- 사법보호위원회 상무위원
- 전국청량음료공업협회 이사장
- 신조회 총재
- 민주당 정책위원
- 민주당 정책위원 겸 기획위원
- 전국사친회연합회 회장
- 내무부 사무차관
- 신민당 상공건설분과위원회 위원장
- 한국정치문제연구회 이사장
- 신민당 중앙상무위원회 의장
- 신민당 정치훈련원 원장
- 신민당 정무위원
- 신민당 정무위원 겸 운영위원
- 신민당 중앙선거대책본부 차장
- 신민당 부총재
- 신민당 고문
- 제9대 대한민국 헌정회 회장

## 역대 선거 결과
|  | 32.67% |

|  | 65.80% |

|  | 54.52% |

|  | 24.78% |

|  | 61.82% |

|  | 61.13% |

|  | 31.47% |

|  | 26.21% |